# Papilionanthe sillemiana
Papilionanthe sillemiana är en orkidéart som först beskrevs av Heinrich Gustav Reichenbach, och fick sitt nu gällande namn av Leslie Andrew Garay. Papilionanthe sillemiana ingår i släktet Papilionanthe och familjen orkidéer.
Artens utbredningsområde är Burma. Inga underarter finns listade i Catalogue of Life.